# Vergo
Vergo è una frazione del comune di Delvinë in Albania (prefettura di Valona).
Fino alla riforma amministrativa del 2015 era comune autonomo, dopo la riforma è stato accorpato a Delvinë.